# أمير ساداتي
امير ساداتي (23 سبتمبر 1981 بطهران في إيران - ) هو لاعب كرة قدم إيراني في مركز الدفاع. لعب مع نادي برق طهران ونادي داماش غيلان ونادي سايبا ونادي سباهان أصفهان ونادي فينر ونادي كهر دورود لرستان وBargh Tehran VC ‏ ونادي ليوبن ‏.